# Hartje (Žumberak)
Hartje is een plaats in de gemeente Žumberak in de Kroatische provincie Zagreb. De plaats telt 43 inwoners (2001).